# Huismerk (product)

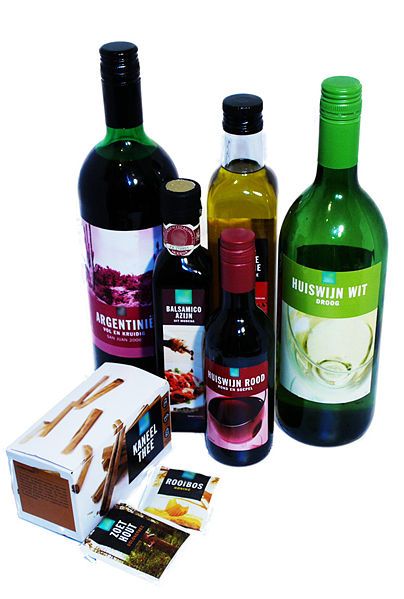
Collectie producten van het toenmalige Super de Boer-huismerk.

Een huismerk is een merk dat gevoerd wordt door een detaillist, bijvoorbeeld een winkel of winkelketen of zelfs door meerdere ketens. Het wordt gebruikt voor artikelen die in opdracht van de detaillist geproduceerd zijn en staat daarmee tegenover de fabrikantenmerken. Huismerken zijn doorgaans eigendom van een detailhandelsconcern of distributeur, of van een inkoopcombinatie, een organisatie waarin winkeliers uit het midden- en kleinbedrijf samenwerken. De eigenaars hebben de controle over deze merken en ze worden exclusief verkocht in de desbetreffende distributieketen. Het huismerk is een vorm van private label.
In België wordt vaak de naam "witte producten" gebruikt voor de goedkoopste groep huismerken, ook bekend als budgetproducten. De naam komt van het eerste huismerk in België van het warenhuis GB dat in 1978 op de markt werd gebracht. Gaandeweg werd de term "wit product" gebruikt voor de hele categorie huismerken.

## Kenmerken
Doorgaans heeft een huismerk een simpeler verpakking dan een A-merk en worden er geen reclame- en marketingcampagnes voor naamsbekendheid gedaan. De kosten van huismerkartikelen zijn veel lager, waardoor ze ook goedkoper in de winkel liggen. Qua prijsstelling liggen huismerken vaak tussen de A-merken en C-merken (geheel onbekende merken, tot artikelen zonder merkaanduiding op de verpakking) in. Winkelketens plegen de fabrikant van hun huismerken zo veel mogelijk geheim te houden. De indruk bestaat dat in sommige gevallen dit producenten van de A-merken zijn die elders in hetzelfde schap te vinden zijn, in enkele gevallen is dit zelfs aantoonbaar zoals bij Brouwmeester Bier van Aldi, dat geproduceerd wordt door het A-merk Bavaria.
Op internationale schaal zijn huismerken in ongeveer 20% van de productcategorieën marktleider en realiseren minstens 20% van de totale winkelverkopen voor Europa en de Verenigde Staten.

## Voordelen van huismerken

### Loyaliteit naar en differentiatie van de winkel
De introductie van huismerken biedt een mogelijkheid om klanten te binden aan de winkel, mits de kwaliteit van de huismerken positief wordt geassocieerd.
Een sterke relatie tussen het imago van de winkel en de aangeboden huismerken is de basisvoorwaarde voor een succesvolle differentiatie strategie. Consumenten zullen associaties aan de winkelketen overdragen op de huismerken die ze aanbiedt. De perceptie van huismerken zal omgekeerd eveneens een invloed hebben op het imago van de winkel. De exclusiviteit van verdeling, die huismerken kenmerkt, speelt hierbij een belangrijke rol. De loyaliteit van klanten ten opzichte van het huismerk wordt juist door deze exclusiviteit overgedragen naar de distributieketen zelf. Door huismerken op te nemen in het assortiment kan een winkel een unieke positionering in de markt realiseren. Hoewel factoren zoals prijs en dienstverlening bepalend zijn voor het succes van de distributeur, zijn deze niet in staat voldoende te differentiëren tussen winkelketens. Deze strategieën zijn namelijk eenvoudig over te nemen door de concurrenten. Differentiatie van de distributieketen die resulteert in preferentie, loyaliteit en winstgevendheid op langere termijn, eerder gerealiseerd worden door het aanbod van premium huismerken. Een voorbeeld van een premium huismerk is het merk Delhaize. Het merk wordt gepositioneerd als een evenwaardig alternatief aan de A-merken. Dankzij het differentiërend vermogen van deze huismerken kunnen winkelketens een prijzenoorlog vermijden. Zulke intense prijzenconcurrentie zet de winstmarges op nationale merken onder druk. Bovendien kan een prijzenoorlog tussen winkels mogelijk terug de macht van de producenten vergroten.

### Hogere marge
Distributeurs realiseren op hun huismerken een winstmarge die ongeveer een 20-25% hoger ligt dan op nationale merken. Dit is te verklaren doordat de bedrijven die zich specialiseren in het leveren van huismerken, meestal weinig macht hebben. Deze producenten zijn vaak minder geconcentreerd dan de producenten van nationale merken. Bovendien zijn niet-premium huismerken (365 dagen, N1, Econom) weinig gedifferentieerde producten. De distributeur kan hierdoor relatief eenvoudig veranderen van leverancier. Door deze goede onderhandelingspositie betaalt de distributeur slechts een prijs die niet veel hoger is dan de marginale productiekosten. De hogere marge is ook een gevolg van besparingen op marketingkosten. Daarenboven maakt de exclusieve verdeling van huismerken het voor de consument moeilijker om dit product te vergelijken met andere huismerken. Dit zorgt ervoor dat de distributeur enige vrijheid heeft bij de prijsstelling.
De hogere marges op huismerken moeten vergeleken worden met de hogere kosten die gepaard gaan met het voeren van huismerken (onder andere voorraadbeheer, transport, verpakking, promotie). Nationale merken verzorgen verschillende van deze diensten zonder dat ze deze apart aanrekenen. Daarenboven zijn er, naast deze effectieve uitgaven, ook opportuniteitskosten, onder andere doordat de huismerken ruimte innemen op het schap. Wanneer een distributeur schapruimte toekent aan zijn huismerk zullen er immers inkomsten aan nationale merken of A-merken verloren gaan. Indien men al deze kosten in rekening brengt, kan het voeren van een huismerk zelfs verlieslatend zijn.

### Verbeteren van de onderhandelingspositie
De introductie van huismerken kan de onderhandelingspositie van de distributeur bevorderen. Zoals reeds aangehaald, bieden huismerken de mogelijkheid om winkeltrouw te creëren. De mate waarin een consument winkeltrouw-gedrag vertoont of, daarentegen, trouw is aan een nationaal merk, zal invloed hebben op de onderhandelingsmacht van beide partijen. Indien consumenten, door een hogere winkeltrouw, eerder van merk dan van winkel willen veranderen, is dit zeker positief voor de onderhandelingspositie van de distributeur.

### Vergroten van de omzet
De introductie van een huismerk kan waarde toevoegen aan bepaalde categorieën om zo de verkopen in deze categorie te verhogen. Huismerken stelen dus niet enkel hun marktaandeel van de nationale merken, maar creëren bovendien een grotere markt. Dit is bijvoorbeeld zo wanneer er zich geen sterke nationale merken in de desbetreffende productcategorie bevinden. Een voorbeeld hiervan zijn de kant en klare maaltijden van Delhaize.
Huismerken bieden ook de mogelijkheid om aan prijsdiscriminatie te doen. Zo kan een groter deel van de markt afgeroomd worden. Hierdoor kan een distributeur zijn winst verhogen. De distributeur heeft vaak een volledige portfolio aan huismerken. Delhaize heeft de merken Delhaize en 365; Carrefour heeft de merken Carrefour en N1. Daarnaast zijn er speciale niche huismerken zoals 's Lands Souvenirs, Reflets de France.
Ten slotte kunnen de promotionele reacties van de nationale merken op deze lager geprijsde huismerken klanten naar de winkel lokken. Deze verhoging van het winkelverkeer heeft eveneens een positief effect op de omzet van de winkel.

## Factoren die de opkomst van huismerken helpen verklaren

### Concentratie
Een hoge concentratiegraad laat de distributeur toe schaalvoordelen te realiseren. Hierdoor verkrijgt de distributeur voldoende financiële slagkracht om te investeren in personeel, marketing, technologie, kwaliteitscontrole, etc. De markt die de distributeur kan bedienen met zijn huismerk moet immers voldoende groot zijn opdat deze investeringen renderen. Bovenvermelde schaalvoordelen zijn ook nodig om de huismerken aan een competitieve prijs te kunnen aanbieden. De toenemende concentratiegraad in de distributie sector gaat gepaard met een groei in de verkopen van huismerken.

### Prijsverschil
Hoe groter het prijsverschil, hoe sterker de prikkel bij de consument om het huismerk te proberen. Het marktaandeel van huismerken binnen één categorie is groter wanneer deze huismerken een groter prijsverschil bieden. Consumenten lijken het prijsverschil tussen huismerken en nationale merken echter te onderschatten. Consumenten verwachten dus minder grote prijsverschillen dan deze die in de markt worden aangeboden. Soms kan een kleiner prijsverschil optimaal zijn om de totale opbrengsten van de categorie te verhogen.

### Kwalitatieve verbeteringen
De kwaliteitsverschillen tussen nationale merken en huismerken zijn de laatste jaren verkleind. Dit kan men bijvoorbeeld afleiden uit verschillende beoordelingen in consumentenmagazines. Meer specifiek zal de mate waarin de distributeur een kwaliteitsimago kan communiceren, bepalend zijn voor het marktaandeel. Een goede gepercipieerde kwaliteit verhoogt de overtuigingskracht van huismerken. Overtuigingskracht is de proportie van de niet-trouwe consumenten in de markt die men kan aantrekken met het merk.

## Verschillen tussen productcategorieën
Ondanks de algemene vooruitgang van huismerken, vertoont hun marktaandeel sterke verschillen tussen de productcategorieën (ACNielsen, 2004). Zo blijkt bijna 50% van de omzet voor diepvriesproducten gerealiseerd te worden door huismerken. Voor schoonheids- en verzorgingsproducten bedraagt het waardeaandeel daarentegen slechts 8,7%.

### Volume van de categorie
Wanneer men een huismerk introduceert, gaan hier zware kosten mee gepaard. De distributeur zal moeten instaan voor productie, verpakking, marketing, etc. Bovendien zullen de promotionele kosten niet meer mee gedragen worden door nationale producenten. Een voldoende grote omzet om deze kost te spreiden en een hogere ROI te halen is dus gewenst. Productcategorieën met grotere volumes en marges lijken dus aantrekkelijker voor huismerken. Door de hogere contributie per eenheid op huismerken, kunnen distributeurs het gamma van huismerken echter uitbreiden naar productcategorieën met eerder lagere volumes.

### Aantal nationale (bekende) merken
Het marktaandeel van huismerken wordt negatief beïnvloed door het aantal nationale merken in de productcategorie. Deze relatie intuïtief. Hoe meer merken er op de markt concurreren, hoe vaker de taart verdeeld zal moeten worden. Het aantal nationale merken in de categorie hangt bovendien samen met de aangeboden variëteit. Een distributeur kan door zulke hypersegmentatie problemen ondervinden om zijn break-even verkoopniveau voor het huismerk te behalen.

### Innovativiteit
Het is moeilijker om een hoge kwaliteitsperceptie van het huismerk te realiseren wanneer de distributeur moet concurreren met innovatieve nationale producenten. Nationale producenten hebben door hun hogere specialisatiegraad een betere en meer accurate kennis van het product. Door innovaties kunnen ze het gepercipieerde kwaliteitsverschil met de huismerken vergroten. Hierdoor kan de gevraagde meerprijs voor merkproducten ten opzichte van huismerken aan de consument verantwoord worden.
Door middel van innovaties kunnen nationale producenten ook toetredingsbarrières creëren voor huismerken. Distributeurs zullen in niet innovatieve categorieën gemakkelijk de gebruikte technologie kunnen kopiëren. Hierdoor wordt het eenvoudiger om zelf kwalitatieve huismerken te produceren. Daarenboven zal er meer overcapaciteit op de markt aangeboden worden wanneer er gebruikgemaakt wordt van goedkope en niet volatiele technologie. Binnen categorieën waar de innovaties elkaar snel opvolgen en de gebruikte technologie zware investeringen vereist, zal de distributeur echter meer ondervinden om kwalitatief vergelijkbare huismerken aan te bieden.

### Reclame en promotie intensiteit
Reclame is een van de middelen waarmee nationale producenten zich kunnen verdedigen tegen de opkomst van huismerken. Reclame verschilt van promoties daar het de nadruk eerder legt op productattributen en zich minder op de prijs concentreert. Door te investeren in reclame kan er een imago gecreëerd worden op basis waarvan de consument zijn keuze kan maken. Via reclame kan men namelijk bepaalde associaties aan het nationale merk koppelen die voor de consument een nut opleveren dat hij bij huismerken niet kan terugvinden.
De resultaten betreffende de effectiviteit van promoties op nationale merken, om het marktaandeel van huismerken te beperken, zijn niet eenduidig. Verschillende studies hebben aangetoond dat nationale merken zich kunnen verdedigen tegen de opkomst van huismerken door het voeren van promoties. Er zijn echter ook andere studies die ons leren dat promoties geen effect hebben op het marktaandeel van huismerken. Vooral prijsgerichte promoties die geen moeite vragen aan de consumenten (e.g. directe prijs reducties en geen coupons die op voorhand uitgeknipt moeten worden) blijken de beste substituten te zijn voor huismerken.
Op korte termijn kunnen promoties eventueel zorgen voor een stijging in de verkopen, maar op de lange termijn zijn er echter verschillende nadelen voor nationale merken. Promoties kunnen de winstgevendheid van een categorie schaden doordat hierdoor op lange termijn: (1) de prijsgevoeligheid verhoogt, (2) de promotionele efficiëntie verlaagt, (3) de consument leert om te wachten op promoties om dan voorraden op te bouwen, (4) de volatiliteit van de vraag vergroot en bijgevolg de voorraadkost toeneemt. Bovendien verminderen promoties het onderscheidend vermogen van nationale merken waardoor huismerken concurrentiëler worden. Daarenboven zullen nationale merken, wanneer ze terug tegen de normale prijs aangeboden worden, eerder als duur worden gepercipieerd. Bij het gebruik van promoties moeten nationale producenten dus opletten dat ze niet hun eigen merkentrouw ondermijnen.

## Voorbeelden van huismerken

### Supermarkten

#### Nederland
- "AH", "AH Excellent", "AH Bio" (voor biologische producten), "AH Terra" (voor plantaardige producten), "Brouwers" (voor bier), "Care" (voor verzorgingsproducten), "Delicata" (voor chocolade en bonbons) en "Perla" (voor koffie) van Albert Heijn
- "1 de Beste" van Dirk en DekaMarkt
- "JUMBO", "Jumbo's", "BIO, Logisch" (voor biologische producten) en "La Place" van Jumbo
- "g'woon" (voorheen "Perfekt" en "Markant"), "Bio+" (voor biologische producten), "Melkan" (voor zuivel) en "First Choice" (voor cola) van inkoopvereniging Superunie, verkrijgbaar bij onder andere Boni, Boon's Markt, COOP, DekaMarkt, Hoogvliet, MCD, Nettorama, Picnic, Poiesz Supermarkten, Sligro, Spar en Vomar
- "PLUS" van PLUS
- "Melkan" zuivel van inkoopvereniging Superunie

Het aandeel van huismerkartikelen in de Nederlandse supermarkten bereikte in 2022 een record, bijna 30% van de omzet werd behaald uit de verkoop van huismerken. De twee grootste supermarktketens, Albert Heijn en Jumbo, hadden in 2022 gemiddeld 10.000 huismerkproducten op voorraad. Het aandeel van de huismerken is gestegen, was dot omstreeks 2003/2004 nog 20%, rond 2008/2009 was dit 25% en daarna was er sprake van een stabilisatie rond de 27%.

#### België
Huismerken hebben in de jaren 90 in België een gestage opmars gekend. In 2003 bedroeg hun waardeaandeel 30% (ACNielsen, 2004). Enkele bekende zijn:
- "Carrefour" en "Simpl" van Carrefour
- "Delhaize" en "365" van Delhaize
- "Everyday" en "Boni" van Colruyt

Huismerken zijn, in tegenstelling tot wat de naam misschien doet vermoeden, niet altijd aan één supermarktketen verbonden. Het huismerk Euro Shopper van Albert Heijn was bijvoorbeeld in meerdere landen te koop. En het van Delhaize bekende 365 is ook in de Verenigde Staten te koop bij Whole Foods.
Dit zorgt voor enkele verschuivingen binnen het distributielandschap. Vroeger was de winkelketen enkel een verkoopkanaal voor de merkproducenten. Doordat de distributeur nu ook producten onder zijn eigen merk aanbiedt, wordt de relatie tussen beide spelers complexer. De distributeur is hierdoor niet enkel meer een schakel in de waardeketting van de producent. Hij wordt door deze achterwaartse integratie eveneens een gevreesde concurrent.

### Warenhuizen
- "Angelo Litrico" van C&A
- "Bijenkorf Huismerk" van De Bijenkorf
- Tesco Brand - Tesco (Verenigd Koninkrijk)
- President's Choice - Loblaws (Canada)
- Great Value - Walmart (Verenigde Staten)